# Nereimyra longicirrata
Nereimyra longicirrata är en ringmaskart som beskrevs av Knox och Cameron 1971. Nereimyra longicirrata ingår i släktet Nereimyra och familjen Hesionidae. Inga underarter finns listade i Catalogue of Life.